# Поєн (Арканзас)
Поєн (англ. Poyen) — місто (англ. town) в США, в окрузі Грант штату Арканзас. Населення — 263 особи (2020).

## Географія
Поєн розташований на висоті 70 метрів над рівнем моря за координатами 34°19′28″ пн. ш. 92°38′31″ зх. д. / 34.32444° пн. ш. 92.64194° зх. д. (34.324437, -92.642019).  За даними Бюро перепису населення США в 2010 році місто мало площу 0,84 км², уся площа — суходіл. В 2017 році площа становила 0,79 км², уся площа — суходіл.

## Демографія
Згідно з переписом 2010 року, у місті мешкало 290 осіб у 107 домогосподарствах у складі 80 родин. Густота населення становила 343 особи/км².  Було 127 помешкань (150/км²). 
Расовий склад населення:
| - 94,8 % — білих - 1,4 % — чорних або афроамериканців - 0,3 % — корінних американців - 1,4 % — осіб інших рас |

До двох чи більше рас належало 2,1 %. Іспаномовні складали 4,8 % від усіх жителів.
За віковим діапазоном населення розподілялося таким чином: 28,6 % — особи молодші 18 років, 59,3 % — особи у віці 18—64 років, 12,1 % — особи у віці 65 років та старші. Медіана віку мешканця становила 35,4 року. На 100 осіб жіночої статі у місті припадало 97,3 чоловіків;  на 100 жінок у віці від 18 років та старших — 91,7 чоловіків також старших 18 років.
Середній дохід на одне домашнє господарство  становив 41 781 долар США (медіана — 42 750), а середній дохід на одну сім'ю — 49 322 долари (медіана — 46 250). За межею бідності перебувало 17,6 % осіб, у тому числі 15,2 % дітей у віці до 18 років та 6,1 % осіб у віці 65 років та старших.
Цивільне працевлаштоване населення становило 133 особи. Основні галузі зайнятості: роздрібна торгівля — 24,1 %, освіта, охорона здоров'я та соціальна допомога — 21,1 %, виробництво — 16,5 %.
За даними перепису населення 2000 року в Поєні проживало 272 особи, 82 родини, налічувалося 106 домашніх господарств і 112 житлових будинків. Середня густота населення становила близько 453,3 людини на один квадратний кілометр. Расовий склад Поєна за даними перепису розподілився таким чином: 95,23 % білих, 1,84 % — чорних або афроамериканців, 0,74 % — корінних американців, 0,74 % — представників змішаних рас, 1,47 % — інших народів. Іспаномовні склали 1,84 % від усіх жителів містечка.
З 106 домашніх господарств в 33,0 % — виховували дітей віком до 18 років, 58,5 % представляли собою подружні пари, які спільно проживали, в 14,2 % сімей жінки проживали без чоловіків, 22,6 % не мали сімей. 21,7 % від загального числа сімей на момент перепису жили самостійно, при цьому 11,3 % склали самотні літні люди у віці 65 років та старше. Середній розмір домашнього господарства склав 2,57 особи, а середній розмір родини — 2,99 особи.
Населення містечка за віковим діапазоном за даними перепису 2000 року розподілилося таким чином: 25,7 % — жителі молодше 18 років, 7,7 % — між 18 і 24 роками, 29,8 % — від 25 до 44 років, 25,0 % — від 45 до 64 років і 11,8 % — у віці 65 років та старше. Середній вік мешканця склав 36 років. На кожні 100 жінок в Поєні припадало 100,0 чоловіків, у віці від 18 років та старше — 90,6 чоловіків також старше 18 років.
Середній дохід на одне домашнє господарство в містечкі склав 30 625 доларів США, а середній дохід на одну сім'ю — 37 500 доларів. При цьому чоловіки мали середній дохід в 27 813 доларів США на рік проти 20 313 доларів середньорічного доходу у жінок. Дохід на душу населення в містечкі склав 13 835 доларів на рік. 2,8 % від усього числа сімей в окрузі і 4,3 % від усієї чисельності населення перебувало на момент перепису населення за межею бідності, при цьому 5,1 % з них були молодші 18 років і 3,6 % — у віці 65 років та старше.